# Rejon oszmiański
Rejon oszmiański (biał. Ашмя́нскі раён, Aszmianski rajon, ros. Ошмя́нский райо́н, Oszmianskij rajon) – rejon w zachodniej Białorusi, w obwodzie grodzieńskim.

## Geografia
Rejon oszmiański ma powierzchnię 1215,92 km². Lasy zajmują powierzchnię 439,82 km², bagna 15,58 km², obiekty wodne 7,51 km².

## Historia
Od 20 września 1944 roku do 20 stycznia 1960 roku rejon wchodził w skład obwodu mołodeczańskiego.

## Ludność
W 2009 roku rejon zamieszkiwało 32 411 osób, w tym 14 813 w miastach i 17 598 na wsi.

## Linki zewnętrzne

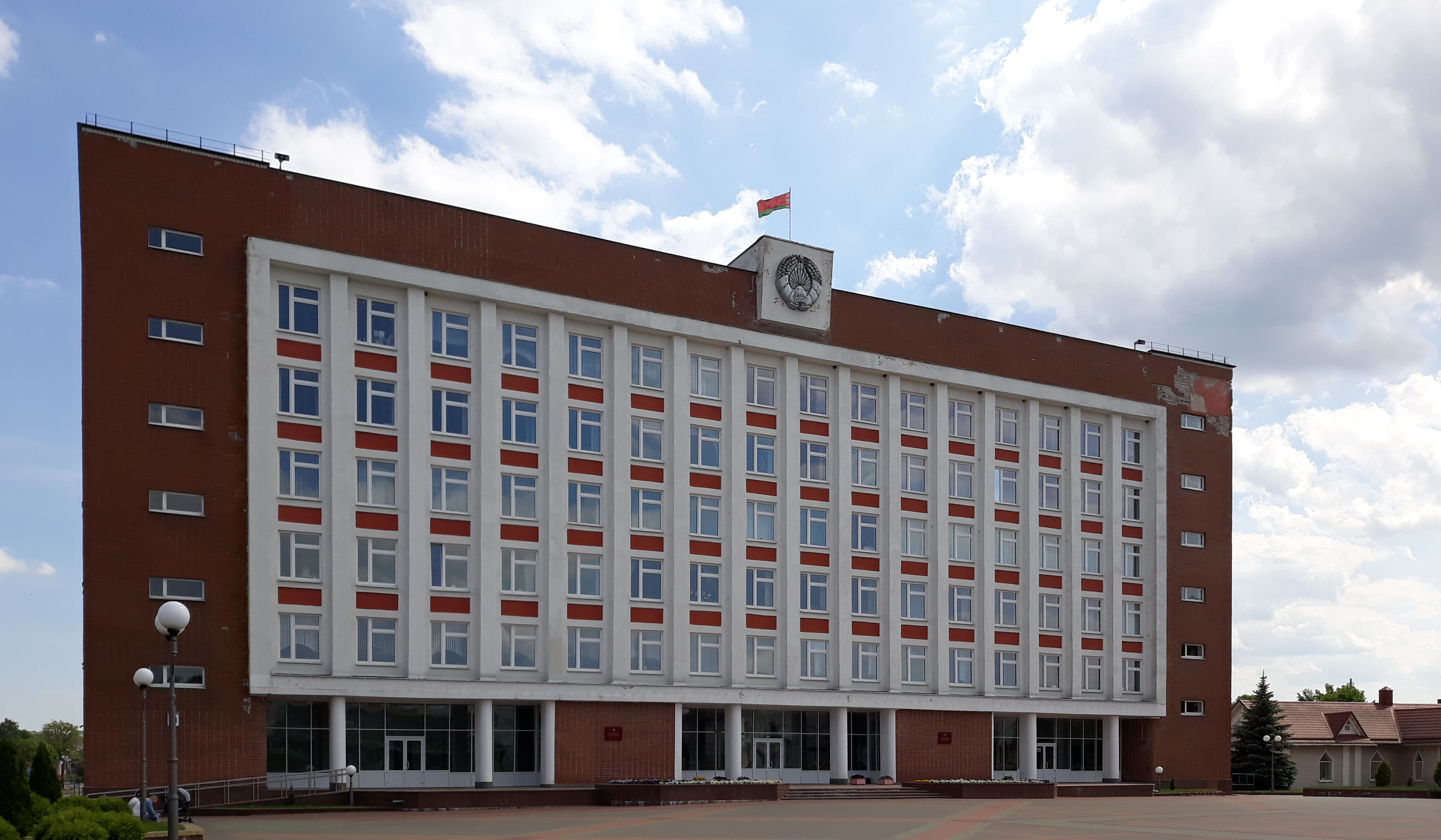
Siedziba Rejonowego Komitetu Wykonawczego w Oszmianie